# النسوية في المملكة المتحدة

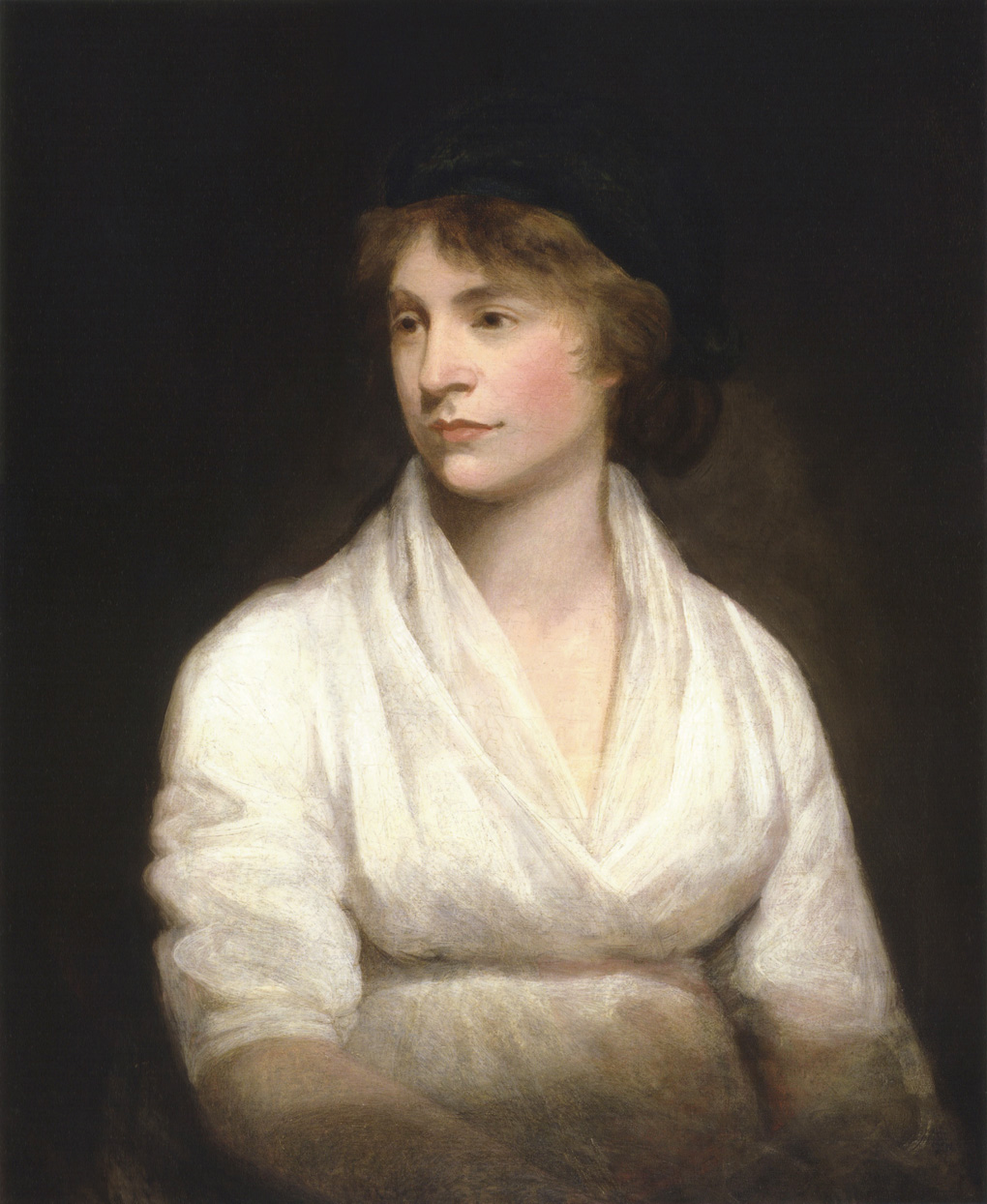

تسعى النسوية في المملكة المتّحدة –كما هو الحال في البلدان الأخرى- إلى تحقيق المساواة السياسية والاجتماعية والاقتصادية للمرأة. يعود تاريخ الحركة النسوية في بريطانيا إلى البدايات الأولى للنسوية ذاتها، إذ كانت العديد من الكاتبات والناشطات النسويات بريطانيات الجنسية، بمن في ذلك ماري وولستونكرافت وباربارا بوديكون وليديا بيكر. 

## القرن التاسع عشر

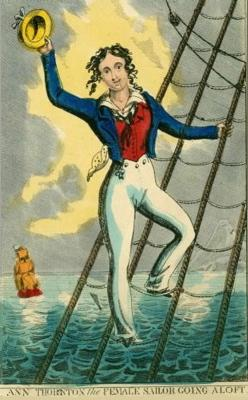
نقش بعنوان آن ثورنتون البحارة الأنثى التي تطير عالياً

دفع ظهور الإصلاحية الأقليات الغائبة والأكثريات المهمّشة إلى النظر إلى هذه الاتجاهات الإصلاحية الجديدة بصفتها وسيطًا وعالمًا مصغّرًا خلال القرن التاسع عشر. طالب روبرت أوين بـ«إعادة التنظيم الاجتماعي» بينما كان يرسو أساسًا لخلفية إصلاحية جديدة. كانت الحركة النسوية إحدى الحركات التي استفادت من هذه الروح الجديدة؛ إذ أصبحت الصورة النمطية للسيّدة الفيكتورية الرقيقة مرفوضةً ولا يمكن احتمالها. تُعتبر دائرة لانغهام بلايس أولى الحركات المنظّمة لإعطاء المرأة البريطانية حقّها في التصويت، تأسست هذه الدائرة خلال خمسينيات القرن التاسع عشر بقيادة باربارا وديكون وبيسي راينر باركس. شنّت هؤلاء النساء حملات للنهوض بحقوق الإناث في إطار القانون والعمالة والتعليم والزواج.
سُمح للمّلاك من النساء والأرملات بالتصويت في بعض الانتخابات المحلّية، لكن أُوقف هذا القرار في عام 1835. شنّت حركة الميثاقية حملةً واسعة النطاق من أجل الحصول على الحق في التصويت بين عامي 1838 و1857؛ لكنّها لم تنجح سوى في إعطاء الرجال الذين تجاوزوا 21 عامًا الحقّ في التصويت. تأسست رابطة شيفيلد السياسية للسيّدات في عام 1851، ثمّ تقدّمت بالتماس لمنح المرأة حقّها في التصويت في مجلس اللوردات لكنّها باءت بالفشل. ألهمت هذه الأحداث النسوية البريطانية هارييت تايلور مل لتأليف كتاب مناصر لحق المرأة في التصويت تحت عنوان منح الحق الانتخابي للمرأة (1851). قدّمت 1,499 امرأة عريضةً إلى البرلمان للمطالبة بحق المرأة في التصويت في 7 يونيو من عام 1866، لكنّ باءت هذه العريضة بالفشل أيضًا.
تمكّنت نساء الطبقة العليا من ممارسة بعض النفوذ السياسي خلف الستار في المجتمع الراقي. وعلى الرغم من ذلك، جُرّدت النساء الثريات من حقهنّ في رعاية أطفالهنّ في حالات الطلاق.

### الحياة المهنية
تصدّت نساء الطبقة الوسطى لتحديات هائلة عند تقديمهنّ لمقترح يسمح بانخراطهنّ في مهن مناسبة لهنّ، مثل التمريض والتدريس والقانون والطب. واجهت هؤلاء النساء تحديات أكبر كلما رفعن سقف طموحاتهنّ. مُنعت الطبيبات من الانخراط في المهن الطبّية، بينما فُتح باب العمل للمحاميات، لكن ليس بصفتهنّ كاتبات في المحكمة. لم يكن هناك الكثير من فرص العمل المتاحة لعمّال الياقات البيضاء باستثناء المتاجر المُدارة عائليًا، إلى أن فُتح الباب للموظّفين الكتابيين في القرن العشرين. أثبتت فلورانس نايتنجيل ضرورة التمريض المهني والأعمال الحربية، ولذلك أسست نظامًا تعليميًا للنساء في هذا المجال خلال النصف الثاني من القرن التاسع عشر. لم يكن الدخول إلى مجال التدريس بالأمر السهل، لكن لم تقف الأجور المتدنية في وجه النساء العازبات مثلما حصل مع الرجال المتزوّجين. بدأت بعض المدارس بإعداد النساء للعمل بصفتهنّ مربيات أو مدرّسات بحلول أواخر ستينيات القرن التاسع عشر. أفادت الإحصائية التي أُجريت في عام 1851 أنه يوجد 70,000 امرأة تعمل بصفتها مدرّسة في إنجلترا وويلز، بالمقارنة مع 170,000 مدرّسة في عام 1901، إذ شكّلن ثلاثة أرباع المدرّسين في إنجلترا وويلز. تعود جذور الغالبية العظمى من هذه النساء إلى الطبقة الوسطى الدنيا. تأسس الاتحاد الوطني للمعلّمات (إن يو دبليو تي) في أوائل القرن العشرين، إذ كان تابعًا للاتحاد الوطني للمعلّمين (إن يو تي) الخاضع للذكور. طالب هذا الاتحاد بتحقيق المساواة في الأجر بين المعلّمات الإناث والمعلّمين الذكور، وذلك قبل انفصاله عن الاتحاد الوطني للمعلّمين. ضيّقت جامعتي أوكسفورد وكامبردج النطاق على دور المرأة، إذ سمحتا بوجود قلّة من الكلّيات المخصصة للنساء فحسب. ومع ذلك، فتحت جامعات القرميد الأحمر الجديدة والمدن الكبرى أبوابها أمام النساء.
اعتُبر المجال الطبّي التحدي الأكبر في وجه النساء؛ إذ عمل الأطباء بانتظام لمقاومتهنّ ومنع أكبر عدد ممكن من النساء من الدخول في هذا المجال. كانت إحدى الطرق المتاحة للدخول في المجال الطبي هي الذهاب إلى الولايات المتّحدة الأمريكية، حيث توجد مدارس مناسبة للنساء منذ عام 1850. اعتُبرت بريطانيا آخر الدول الكبرى التي درّبت النساء في المجال الطبي، ولذلك غادر ما يقارب 80% إلى 90% من النساء البريطانيات بريطانيا باتّجاه أمريكا للحصول على شهادات طبّية. قبلت جامعة إدنبرة عددًا قليلًا من النساء في عام 1869، لكنّها تراجعت عن قرارها هذا في عام 1873 مثيرةً ردود فعل سلبية قوية في أوساط الأساتذة الطبيّين البريطانيين. فتحت أول مدرسة مخصّصة للنساء الطبيبات في لندن أبوابها للقليل من الطالبات في عام 1874. لم ينتشر التعليم المختلط في بريطانيا حتّى الحرب العالمية، أمّا اسكتلندا فاتّسمت بكونها أكثر انفتاحًا.
حقّقت النساء البريطانيات المساواة في المركز في العديد من المجالات بحلول نهاية القرن التاسع عشر، باستثناء التصويت وشغل المناصب المكتبية بالتأكيد.